# Tauredon horni
Tauredon horni is een keversoort uit de familie Trachypachidae. De wetenschappelijke naam van de soort is voor het eerst geldig gepubliceerd in 1910 door Handlirsch.